# Anna Nikolajewna Myrejewa
Anna Nikolajewna Myrejewa (russisch Анна Николаевна Мыреева; * 22. Dezember 1930 im Dorf Bujaga, Ulus Aldan; † 7. September 2012 in Jakutsk) war eine sowjetisch-russische Philologin, Übersetzerin und Hochschullehrerin ewenkischer Herkunft.

## Leben
Myrejewa schloss ihr Studium der russischen Sprache und Literatur in der Nord-Abteilung des Leningrader Staatlichen Pädagogik-Instituts 1955 mit Auszeichnung ab. Darauf arbeitete sie als Russisch-Lehrerin in der Mittelschule im Rajon Aldan.
1957 begann Myrejewa ihre wissenschaftliche Tätigkeit als Senior-Laborantin im Institut für Sprache, Literatur und Geschichte der Jakutsker Filiale der Sibirischen Abteilung (SO) der Akademie der Wissenschaften der UdSSR (AN-SSSR, seit 1991 Russische Akademie der Wissenschaften (RAN)). 1968 wurde sie wissenschaftliche Junior-Mitarbeiterin des Sektors für Sprache. 1969 verteidigte sie mit Erfolg ihre Dissertation über den Utschur-Dialekt und den Tommot-Dialekt der ewenkischen Sprache für die Promotion zur Kandidatin der philologischen Wissenschaften 1970. 1971 wurde sie Leiterin des Sektors für nördliche Philologie und 1986 wissenschaftliche Senior-Mitarbeiterin.
1991 wechselte Myrejewa in das Institut für Probleme der kleinen Völker des Nordens der SO der RAN und leitete die Abteilung für ewenkische Philologie. 2001 wurde sie leitende wissenschaftliche Mitarbeiterin der Abteilung für mandschu-tungusische Philologie.
Myrejewa wurde bekannt durch ihre Übersetzungen der Werke Alexander Puschkins ins Ewenkische. Sie übersetzte ewenkische Volkslieder und Märchen ins Russische und Jakutische. 2004 erschien ihr großes akademisches Ewenkisch-Russisch-Wörterbuch. Sie lehrte an der Jakutsker Staatlichen Universität am Lehrstuhl für nördliche Sprachen der Philologischen Fakultät. Sie war Mitglied des Rats für Sprachpolitik des Präsidenten der Republik Sacha und Mitglied des Rats der Republikältesten. Sie beteiligte sich an der Arbeit der Assoziation der Ewenken der Republik Sacha.

## Ehrungen, Preise
- Ehrenurkunde des Obersten Sowjets der Jakutischen Autonomen Sozialistischen Sowjetrepublik (1966, 1981)
- Ehrenzeichen der Sowjetunion (1971)
- Wissenschaftliche Senior-Mitarbeiterin für die Sprachen der Völker der UdSSR (1982)
- Medaille „Veteran der Arbeit“ (1987)
- Verdiente Lehrerin der Republik Sacha
- Staatspreis der Russischen Föderation im Bereich Wissenschaft und Technik (2002)[2]
- Auszeichnung für Zivilcourage der Republik Sacha (2003)
- Orden der apostelgleichen Fürstin Olga der Russisch-Orthodoxen Kirche III. Klasse (2005 als erste Frau Jakutiens) für die Übersetzung des Evangeliums nach Lukas ins Ewenkische[2]
- Morgenrot-Preis der Deputiertenversammlung der kleinen Völker des Nordens der Russischen Föderation[2]
- Ehrenbürgerin des Rajons Aldan